# Forges (Charente-Maritime)
Forges é uma comuna francesa na região administrativa da Nova Aquitânia, no departamento de Charente-Maritime. Estende-se por uma área de 13,58 km². Em 2010 a comuna tinha 1 329 habitantes (densidade: 97,9 hab./km²).